# Кинематограф Алжира
Кинематограф Алжира — отрасль культуры и экономики Алжира, занимающаяся производством и демонстрацией фильмов зрителям.

## История
Алжирская кинематография зародилась во времена войны за независимость. Фронт национального освобождения становится инициатором организации в 1957 году Школы кинематографической подготовки. Позднее, в 1961 году образуется специальный киноотдел непосредственно при Временном революционном правительстве. При непосредственном участии и содействии этих организаций осуществляется съёмка хроникально-документальных фильмов «Алжир в огне» (1958, французский режиссёр Р. Вотье), «Ясмина» и «Голос народа» (оба 1961, режиссёр Мохаммед Лахдар-Хамина) и других. Тема борьбы африканских народов за независимость и в дальнейшем находила широкое отражение в документалистике («Алжир, год первый», 1963, режиссёр Мохаммед Лахдар-Хамина; «Заря проклятых», 1965, режиссёр А. Рашди).
После провозглашения независимости в 1962 году правительство национализирует кинотеатры. В 1964 была создаётся Национальная алжирская синематека, а в 1969 году вводится монополия государства на производство и прокат фильмов. Первый полнометражный художественный фильм «Такой молодой мир», снятый французским режиссёром Ж. Шарби, получает в 1965 году премию московского кинофестиваля. Так же, как и первые документальные фильмы, он обращается к теме войны. Судьбы детей, невольно оказавшихся участниками жестоких событий, стали его основной темой.
В дальнейшем алжирские кинокартины не раз удостаивались самых высоких наград кинематографического сообщества. Премии Каннского кинофестиваля получают «Ветер с Ореса» (1966) и «Хроника огненных лет» (1975) режиссёра Мохаммеда Лахдар-Хамина. «Битва за Алжир» (1966, режиссёр Д. Понтекорво) завоёвывает главную премию Венецианского кинофестиваля.
Ведущие режиссёры 1970-х годов: Мохаммед Лахдар-Хамина («Декабрь», 1972, «Ветер пустынь», 1982), А. А. Тульби («Преследуемый», 1969, «Ключ к тайне», 1971, «Нуа», 1972), М. Аллуаш («Омар Гатлато», 1977, премия Московского кинофестиваля, «Приключения героя», 1978), М. Буамари («Угольщик», 1972, «Наследие», 1975, «Первый шаг», 1980), Риад («Инспектор Тахар», 1969, «Мы вернёмся», 1973, «Ветер с юга», 1975, «Анатомия одного заговора», 1978, специальная премия кинофестиваля в Карловых-Варах), Рашди («Али в стране миражей», 1979).
В XXI веке алжирский кинематограф продолжает развиваться, в частности премии за лучший фильм и лучшую музыку на XXVIII фестивале в Валенсии (2007 год) получил фильм алжирского режиссёра Амор Хаккар Жёлтый дом.